# Caja de Seguro Social
La Caja de Seguro Social (CSS), es una institución pública de la República de Panamá que se encarga de la planificación, control y administración de las contingencias de la seguridad social del país. Fue fundada el 21 de marzo de 1941, por medio de la Ley N° 23. La sede principal está en la ciudad capital. Esta institución pública es la que con mayor frecuencia visitan los ciudadanos panameños con respecto al tema de  seguridad social.
En el Sistema Nacional de Salud, la Caja de Seguro Social asegura al 80% de la población, dando servicios de salud y prestaciones económicas, el 20% de la población denominada no asegurada, es atendida a su costo en el Sistema Nacional por el Ministerio de Salud.
La Caja de Seguridad Social es parte de la membresía de la Conferencia Interamericana de Seguridad Social, organismo internacional técnico y especializado, que tiene el objetivo de fomentar el desarrollo de la protección y seguridad social en América. 

## Función
Se encarga de administrar y regir el sistema de seguridad social de la República de Panamá. También es responsable de coordinar las pensiones, planes como la sobrevivencia, la invalidez y la vejez. Adicionalmente ofrece beneficios a la población civil, tales como: beneficios de maternidad y enfermedad.

## Sede
La sede central de la Caja de Seguro Social se encuentra en la capital de Panamá, Ciudad de Panamá, en el corregimiento de Ancón, Clayton, en la Calle Demetrio Basilio Lakas.